# Thelypteris christensenii
Thelypteris christensenii là một loài thực vật có mạch trong họ Thelypteridaceae. Loài này được (H. Christ ex C. Chr.) C.F. Reed miêu tả khoa học đầu tiên năm 1968.